# Asbolana
La asbolana o asbolita es un óxido hidratado de manganeso con cobalto y níquel. Puede llevar impurezas de aluminio, calcio, hierro o silicio. Otros sinónimos en español poco usados: aithalita, cobalto negro, grafito cobáltico o cobaltida.

## Formación y yacimientos
Se encuentra en rocas silíceas, en las que se forma por alteración cuando están expuestas a la intemperie, normalmente es un producto de la alteración de otros minerales de manganeso. También puede apareces en esquistos silíceos metamórficos, así como en el regolito residual a partir de rocas ígneas ultramáficas.